# Xenobrama microlepis
 Xenobrama microlepis és una espècie de peix de la família dels bràmids i de l'ordre dels perciformes.

## Morfologia
Els mascles poden assolir els 49,4 cm de longitud total.

## Distribució geogràfica
Es troba a les costes antàrtiques del Pacífic.